# 山本伝六
山本 伝六（やまもと でんろく、生没年不詳）とは、江戸時代の京都の絵師。

## 来歴
『扁額軌範』によれば、京都清水寺に奉納された「遊女」の額（絵馬）に「山本傳六筆」とあるが、その経歴については不明。なお『扁額軌範』はこの額に「元禄拾己卯九月吉日」と記されていたとするが、元禄10年（1697年）の干支は丁丑であり、『増訂浮世絵』では「元禄十二己卯九月吉日」としている。